# Antun Dubrovčanin
Antun, bio je dubrovački klesar iz 15. stoljeća.
Spominje se kao „Antonius taiapetra de Ragusio”, početkom 15. stoljeća. Neki smatraju da je ista osoba kao i Antun Deanov iz Korčule koji se od 1412. školovao kod Dubrovčanina Andrije Jurjevića u Zadru.
U Dubrovniku je kasnije vodio klesarsku radionicu te učio pripravnike zanatu. Uradio je više arhitektonskih dekoracija za privatne kuće Dubrovčana. Pripisivano mu je oblikovanje Orlandova stupa u Dubrovniku s likom viteza u dubokom reljefu, ali je novija znanstvena kritika otklonila tu mogućnost. Antunu se ipak pripisuje priprava kamenog bloka za izradu cjeline.